# 小山田茂誠
小山田 茂誠（おやまだ しげまさ）は、安土桃山時代から江戸時代前期にかけての武将。武田氏麾下の国衆小山田氏。後北条氏、真田氏の家臣。
幕末の文久年間に成立したとされる小山田了三家伝「郡内小山田家長老大長老の事」によれば、郡内領主小山田氏の一門には複数の分家が存在し、茂誠はこのうち記録から確認される、代々仮名「平三」、官途名「弾正」を称した小山田弾正家の出自であるという。

## 生涯
「長国寺殿御事蹟稿」によれば、茂誠は天正10年（1582年）の高遠城落城の際に21歳もしくは22歳であるとされ、生年は永禄4年もしくは永禄5年に推定されている。父・小山田有誠は小山田氏当主・信有（弥三郎）・信茂期に一門として活動し、天正10年（1582年）3月に織田信長・徳川家康連合軍の武田征伐で甲斐武田氏・小山田氏が共に滅亡すると、後北条氏に従う。有誠のその後の動向は不明である。
「松代小山田家文書」には天正3年（1575年）12月に「小山田平三」が「茂」字の偏諱を受けた一字書出が存在し、茂誠が小山田氏の当主・信茂から偏諱を受けたものと考えられている。有誠・茂誠は小山田弾正家の出自と考えられているが、茂誠は同じ武田家臣で郡内小山田氏とは別系統の石田小山田氏・小山田昌成の子孫を自称している。
茂誠は武田氏滅亡後、父と同じく相模国の後北条氏に仕え、天正18年（1590年）2月から7月の小田原合戦後に武田遺臣の真田昌幸に仕えたと考えられている。同年12月1日には、昌幸から信濃国小県郡村松郷（長野県青木村）を与えられる。茂誠は昌幸の長女・村松殿を室に迎え、真田一門となる。
「長国寺殿御事蹟稿」によれば、慶長3年（1598年）3月には昌幸から受領名「壱岐守」を与えられ、さらに真田姓の名乗りも許される。慶長5年（1600年）の関ヶ原の戦いでは昌幸に従い西軍に属し、上田城に籠城する（第二次上田合戦）。関ヶ原の戦いで西軍が敗北すると、茂誠は昌幸の嫡男・真田信之の家臣となる。
慶長19年（1614年）からの大坂の陣では、病に臥せていた信之の名代の信吉・信政兄弟に従い、子の之知と共に従軍した。信之の弟の信繁とも親交があり、信繁から茂誠宛に出した近況を伝える手紙は、信繁が最後に出した手紙であったという。
元和8年（1622年）、信之の松代移封に従い、松代に住し、代々次席家老となった。寛永14年（1637年）に享年76もしくは77で死去。
現在は「真田会」という親睦会があり、代表理事は茂誠から数えて13代目に当たる小山田恒雄（1932年 - ）が務めている。

## 関連作品
アーケードゲーム
- 戦国大戦（2014年、声：浜田賢二）

テレビドラマ
- 真田丸（NHK大河ドラマ、2016年 演：高木渉）